# Centaurea musarum
Centaurea musarum — вид квіткових рослин айстрових (Asteraceae). Ареал: південно-центральна Греція (Парнас).

## Середовище
Населяє кам'янисті місцевості.

## Морфологічна характеристика
Це багаторічник 5–20 см заввишки. Листки притиснуто ворсисті, сіро-зелені, перистороздільні, сегменти від прямоланцетних до яйцюватих. Квіткова голова поодинока. Обгортка 20–25 мм. Квітки жовті. Період цвітіння: літо.